# أنطونيو ألفاريز
أنطونيو ألفاريز (بالإسبانية: Antonio Álvarez Giráldez)‏ (10 أبريل 1955 إسبانيا - ) هو لاعب كرة قدم إسباني يلعب كمدافع.